# Avenida Ingeniero Luis Giannattasio
La Avenida Ingeniero Luis Giannattasio es la principal avenida de Ciudad de la Costa, Uruguay. Atraviesa la ciudad de suroeste a noreste paralela a la línea de la costa por unos 16.5 km de longitud, siendo además la principal zona comercial de dicha ciudad.

## Historia

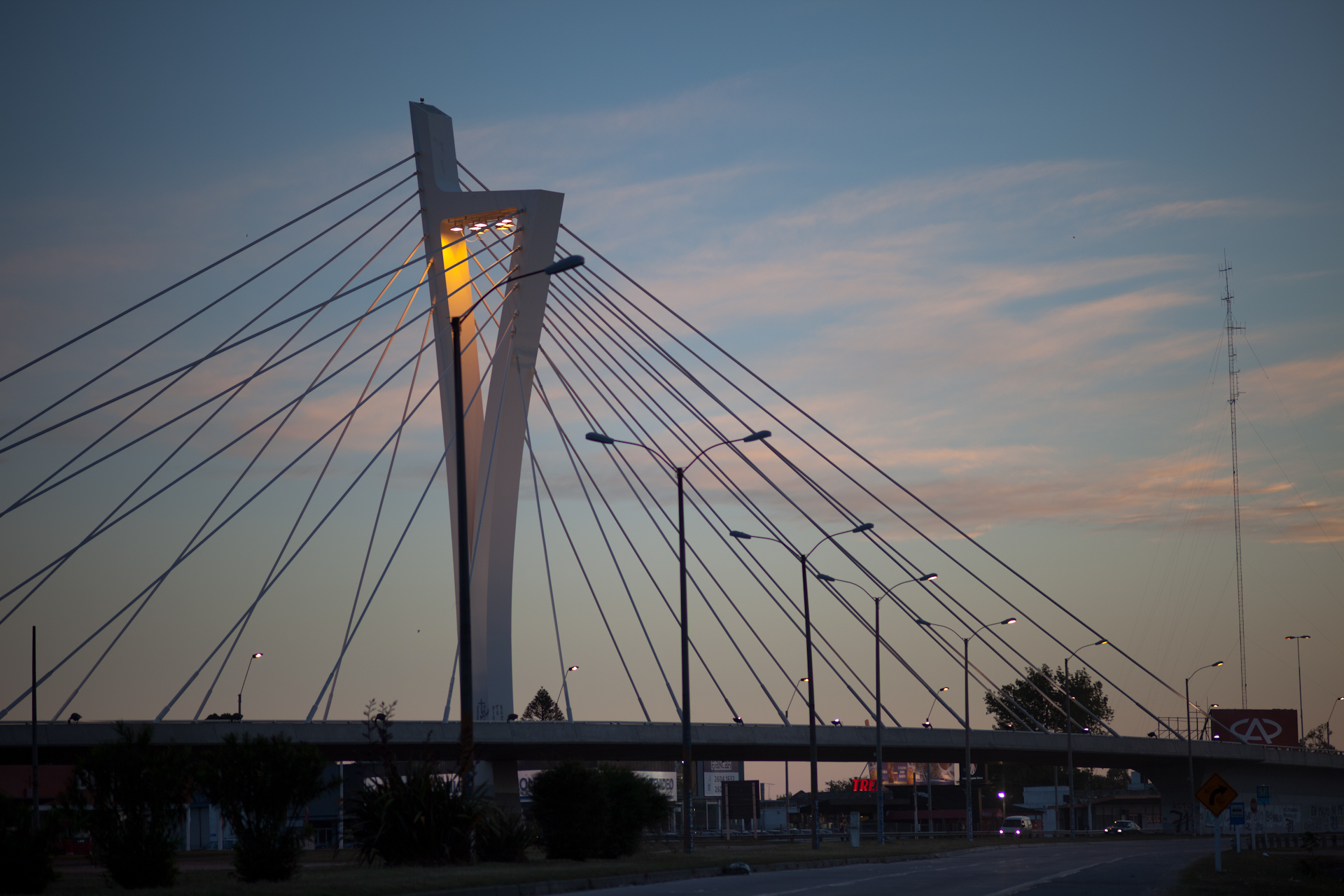
Puente de las Américas en la Avenida Giannattasio.

Anteriormente a su designación, esta avenida era conocida como Avenida Italia, siendo una continuación en el departamento de Canelones de la Avenida Italia de la ciudad de Montevideo. Por ley 14.942 del 11 de octubre de 1979, esta avenida fue designada con el nombre de Ingeniero Luis Giannattasio, en el trayecto entre Avenida de las Américas y la ruta Interbalnearia.
En 2005 fue inaugurado el Puente de las Américas, en la intersección de Giannattasio y Avenida de las Américas. Es un intercomunicador, que consiste en un viaducto con una longitud de 500 m que comienza en la desembocadura de la calle Oribe en Giannattasio, y finaliza 300 m antes del puente sobre el arroyo Carrasco. Esta obra puso fin al viejo problema del congestionamiento que se originaba en el semáforo que existía en la intersección de Giannattasio y Avenida de las Américas y permitió articular los accesos a Montevideo desde la zona este. El proyecto, pertenece al ingeniero español Julio Martínez Calzón, quien además fue el proyectista del puente sobre el río Santa Lucía, en la ruta 1. La obra consta de un pasaje superior curvo de 146 metros de longitud (el puente propiamente dicho), con una pila central única externa al tablero -configurando una solución atirantada y simétrica- de dos vanos de 73 metros de luz cada uno. También incluye los accesos estructurales este y oeste, de 164 m y 178 m de largo respectivamente. La pila central tiene una altura de 44,5 m.

## Puntos destacados en su recorrido
- Puente sobre arroyo Carrasco
- Puente de Las Américas
- Centro Comercial Parque Roosevelt
- Parque Franklin Delano Roosevelt
- Costa Urbana Shopping y Centro Cívico